# Ѳ
Ѳ, ѳ は、初期キリル文字の一つで、ギリシア文字の「Θ」（シータ）に由来するが、のちに「Ф」に統合された。モンゴル語等の非スラヴ語で用いられる母音字、「Ө」は別字である。

## 呼称
- ロシア語: ѳита́（フィター）

## 音素
本来はギリシア文字の「Θ」に対応する音であった。
- 南スラヴ圏では伝統的に /t/ と読まれた。
- ロシアでは /f/ と読まれた。

## Ѳに関わる諸事項
- 実質的には、ギリシア語からの外来語用の文字である。
- Ѣ, І, Ѵ と共にロシアでは1918年の文字改革で消滅。Ѵ ほどではないが、Ѣ, І に比べると使用頻度はかなり低かった。ドストエフスキーの名前である Фёдор は当時の綴りとしては Ѳёдоръ であり、『罪と罰』の初版では実際にこのように表記されている。
- 対応するグラゴル文字は  である。
- フォントデザインなどにより、中央の線は「～」のように波型になることがある。
- Windows XPまでのWindowsに搭載されたMS ゴシックおよびMS 明朝では、この字のグリフが誤ってӨのものになっている。

## 符号位置
| 大文字 | Unicode | JIS X 0213 | 文字参照        | 小文字 | Unicode | JIS X 0213 | 文字参照        | 備考 |
| ------ | ------- | ---------- | --------------- | ------ | ------- | ---------- | --------------- | ---- |
| Ѳ      | U+0472  | ‐          | &#x472; &#1138; | ѳ      | U+0473  | ‐          | &#x473; &#1139; |      |